# In questo mare
In questo mare è un album di brani musicali del cantautore genovese Massimiliano Cattapani, pubblicato nel 1993 dalla casa discografica milanese RTI Music, ex Five Record.
È il terzo ed ultimo album di Cattapani, che segnerà la fine della sua breve carriera discografica durata dal 1989 al 1993.
Vediamo in quest'album la collaborazione alla stesura dei testi dei brani il cantautore Luigi Albertelli. Fu pubblicato su piattaforma compact disc e musicassetta.

## Tracce
1. Introduzione (M. Cattapani)
2. Amo ancora (M. Cattapani)
3. In questo mare (M. Cattapani - L. Albertelli)
4. Così (M. Cattapani - L. Albertelli)
5. Linda (M. Cattapani - L. Albertelli)
6. Chi ha avuto, ha avuto (M. Cattapani)
7. Terra (M. Cattapani)
8. Un'altra donna (M. Cattapani)
9. Ciao (M. Cattapani - L. Albertelli)
10. Mezzamore (M. Cattapani - L. Albertelli)
11. Lasciami stare (M. Cattapani)
12. Grazie (M. Cattapani)
13. Finale (M. Cattapani)